# Лихтенберг (Лужица)
Лихтенберг (нем. Lichtenberg) — община в Германии, в земле Саксония. Подчиняется административному округу Дрезден. Входит в состав района Баутцен. Подчиняется управлению Пульсниц. Население составляет 1655 человек (на 31 декабря 2010 года). Занимает площадь 14,75 км².
Община подразделяется на 2 сельских округа.
Впервые упоминается в 1350 году. На территории общины расположена Церковь, построенная в 1840—1841 годах в неовизантийском стиле.

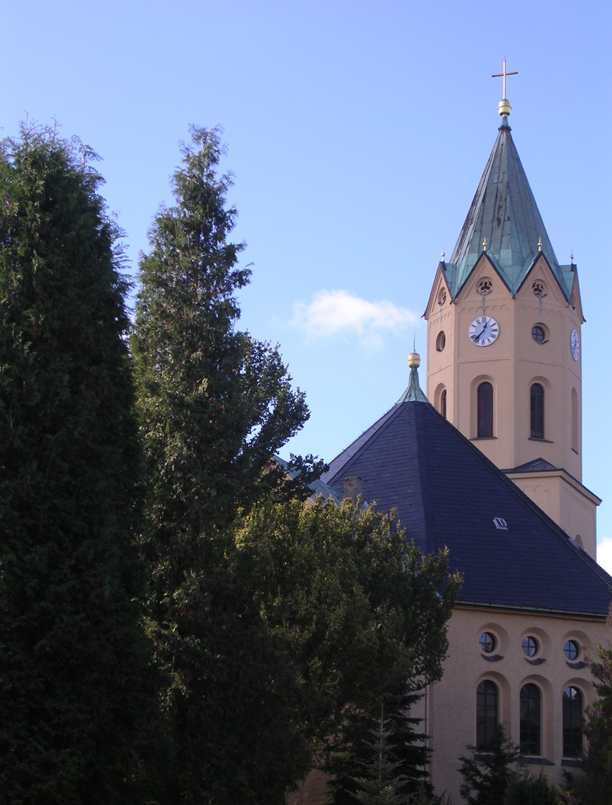
Церковь

## Население
| Год  | Численность | Численность |
| ---- | ----------- | ----------- |
| 2017 | 1628        | [ 1 ]       |
| 2019 | 1615        | [ 3 ]       |
| 2021 | 1634        | [ 4 ]       |
| 2022 | 1634        | [ 5 ]       |
| 2023 | 1627        | [ 2 ]       |